# De Su
Le De Su sono state un girl group polacco fondato nel 1993 da Małgorzata Pruszyńska, Daria Druzgała, Beata Kacprzyk e Anna Mamczur, quest'ultima successivamente sostituita da Katarzyna Rodowicz.

## Carriera
Il gruppo si è formato nel 1993 durante la messa in scena del musical Metro, dove quattro componenti del cast, Małgorzata Pruszyńska, Daria Druzgała, Beata Kacprzyk e Anna Mamczur, si sono incontrate. Quest'ultima ha presto lasciato il gruppo. L'album di debutto eponimo delle De Su è uscito nel 1996 e ha venduto più di 100 000 copie in Polonia, venendo certificato disco d'oro dalla Związek Producentów Audio-Video. Due anni dopo è uscito il secondo album, Uczucia, che ha goduto di minore successo commerciale.
Nel 2000 Katarzyna Rodowicz è entrata a far parte del gruppo, che ha registrato la canzone natalizia Kto wie?. Il brano è divenuto un classico stagionale in Polonia, e nel 2019 ha raggiunto il suo picco nella classifica radiofonica nazionale al 12º posto.
L'anno successivo Beata Kacprzyk e Daria Druzgała hanno lasciato il gruppo, la prima perché preferiva concentrarsi sulla sua vita privata e la seconda perché aveva ottenuto un ingaggio televisivo. Le due componenti rimanenti, Małgorzata Pruszyńska e Katarzyna Rodowicz, hanno pubblicato un paio di singoli di scarso successo con il nome d'arte 2Su. Tre anni dopo lo scioglimento del gruppo è uscita la compilation Największe przeboje.

## Discografia

### Album in studio
- 1996 – De Su
- 1998 – Uczucia

### Raccolte
- 2004 – Największe przeboje

### Singoli
- 1996 – Życie cudem jest
- 1996 – Kruchego świata echem
- 1997 – Era wodnika
- 1997 – Właśnie stajesz się
- 1998 – Dzikość wina
- 1998 – Imago mundi
- 1998 – De Su floresu
- 2000 – Kto wie?
- 2001 – Jedna dzika noc
- 2001 – Tej miłości głód